# راتاتاپلان
راتاتاپلان (انگلیسی: Ratataplan) یک فیلم کمدی ایتالیایی به کارگردانی مائوریتسیو نیکتی است که در سال ۱۹۷۹ انتشار یافت.
این فیلم، با آنکه هزینهٔ تولید ناچیزی داشت، در فروش گیشه بسیار موفق بود و راه را برای فعالیت‌های هنری بعدی کارگردانش هموار نمود.
مائوریتسیو نیکتی بابت این فیلم و در رشته «بهترین کارگردانِ تازه‌کار»، برندهٔ جایزه انجمن ملی فیلم ایتالیا (موسوم به روبان نقره‌ای) گردید.

## بازیگران
- مائوریتسیو نیکتی
- رولان توپور
- آنجلا فینوکیارو
- رولان توپور
- اِدی آنجلیلو
- لیدیا بیوندی
- انریکو گراتسیولی